# Грасендорф
Грасендорф (фр. Grassendorf) — коммуна на северо-востоке Франции в регионе Гранд-Эст (бывший Эльзас — Шампань — Арденны — Лотарингия), департамент Нижний Рейн, округ Саверн, кантон Буксвиллер. До марта 2015 года коммуна административно входила в состав упразднённого кантона Ошфельден (округ Страсбур-Кампань).
Площадь коммуны — 2,24 км², население — 182 человека (2006) с тенденцией к росту: 221 человек (2013), плотность населения — 98,7 чел/км².

## Население
Население коммуны в 2011 году составляло 215 человек, в 2012 году — 219 человек, а в 2013-м — 221 человек.
| 1962 | 1968 | 1975 | 1982 | 1990 | 1999 | 2006 | 2008 | 2011 | 2012 | 2013 |
| ---- | ---- | ---- | ---- | ---- | ---- | ---- | ---- | ---- | ---- | ---- |
| 209  | 203  | 201  | 183  | 195  | 189  | 182  | 178  | 215  | 219  | 221  |

Динамика населения:

## Экономика
В 2010 году из 133 человек трудоспособного возраста (от 15 до 64 лет) 102 были экономически активными, 31 — неактивными (показатель активности 76,7 %, в 1999 году — 71,7 %). Из 102 активных трудоспособных жителей работали 98 человек (54 мужчины и 44 женщины), четверо числились безработными (1 мужчина и 3 женщины). Среди 31 трудоспособных неактивных граждан 8 были учениками либо студентами, 18 — пенсионерами, а ещё 5 — были неактивны в силу других причин.